# سیگار کشیدن در ایران

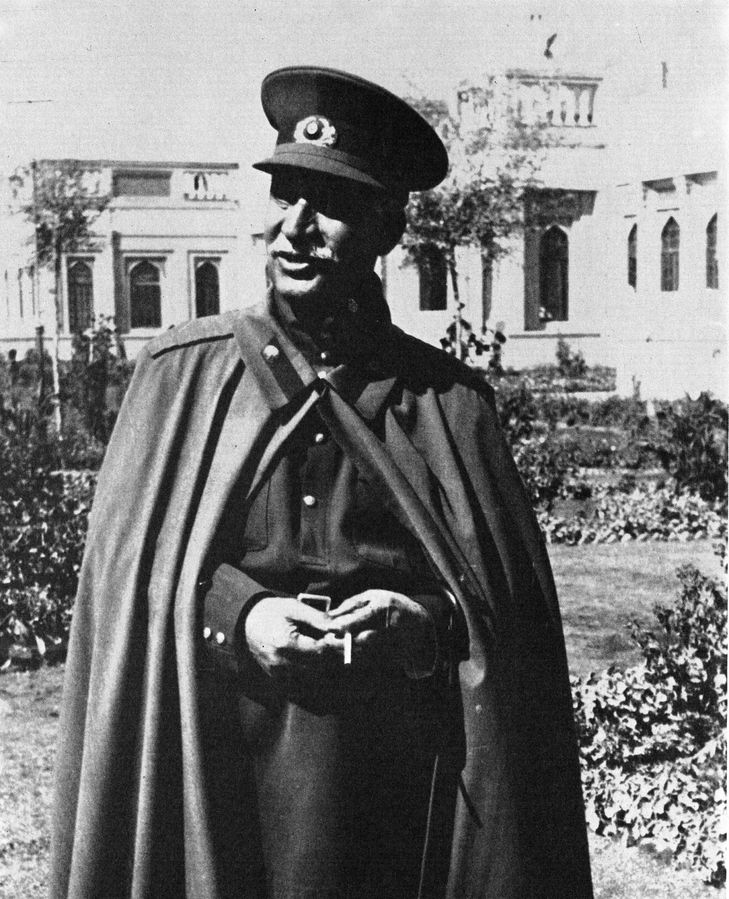
رضاشاه سیگار به دست، سال ۱۹۳۷

سیگار کشیدن در ایران رفتاری در جامعهٔ ایرانی است که پس از وارد شدن سیگار از خارج به ایران رواج یافت. این عادت تازه، در دوران حکومت محمدرضاشاه پهلوی، همه‌گیر شد و پس از انقلاب ۱۳۵۷، رشد قابل توجهی پیدا کرد. بنابر قوانینی سیگار کشیدن در تمام اماکن عمومی از سال ۲۰۰۷ میلادی در ایران ممنوع شده‌است. این قانون شامل تمام نهادهای دولتی، اماکنی همچون هتل‌ها و رستوران‌ها و همهٔ اماکن عمومی مسقف و سر بسته‌است. این قانون همچنین بر ممنوعیت صرف قلیان در چای‌خانه‌های ایران نیز حاکم است. قبل از آن، ممنوعیت مصرف سیگار برای رانندگان خودرو از ماه «مارس» سال ۲۰۰۶ در سراسر ایران به اجرا گذاشته شده بود و در مرحلهٔ بعد به اماکن عمومی تعمیم داده شد. در حال حاضر در ایران، فروش دخانیات به افراد زیر ۱۸ سال ممنوع بوده و یکی از مجازات‌های آن مصادرهٔ محصولات توتون و تنباکو فروشنده است.

## پیشینه

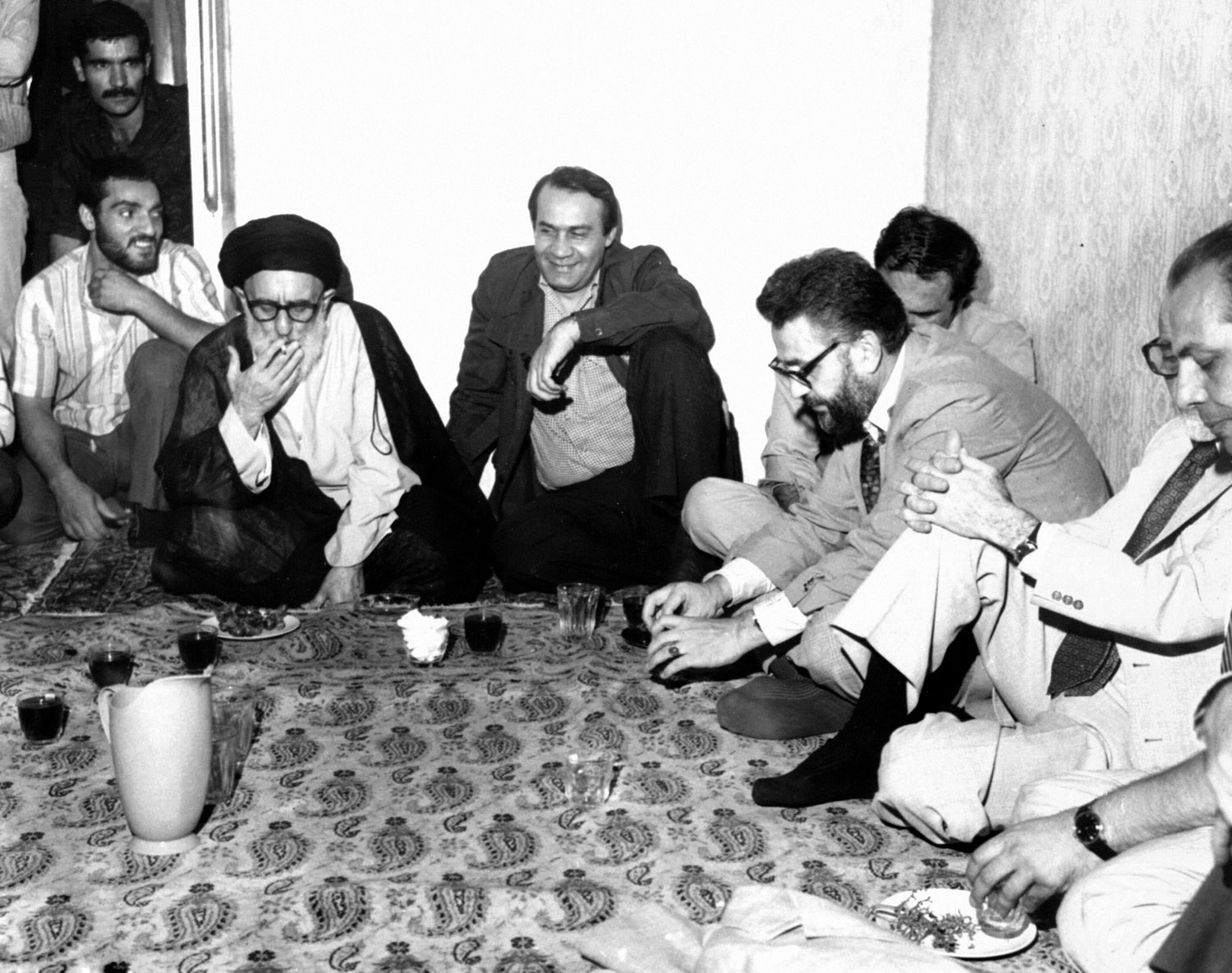
سید محمود طالقانی در حال سیگار کشیدن در سال ۱۳۵۷ خورشیدی

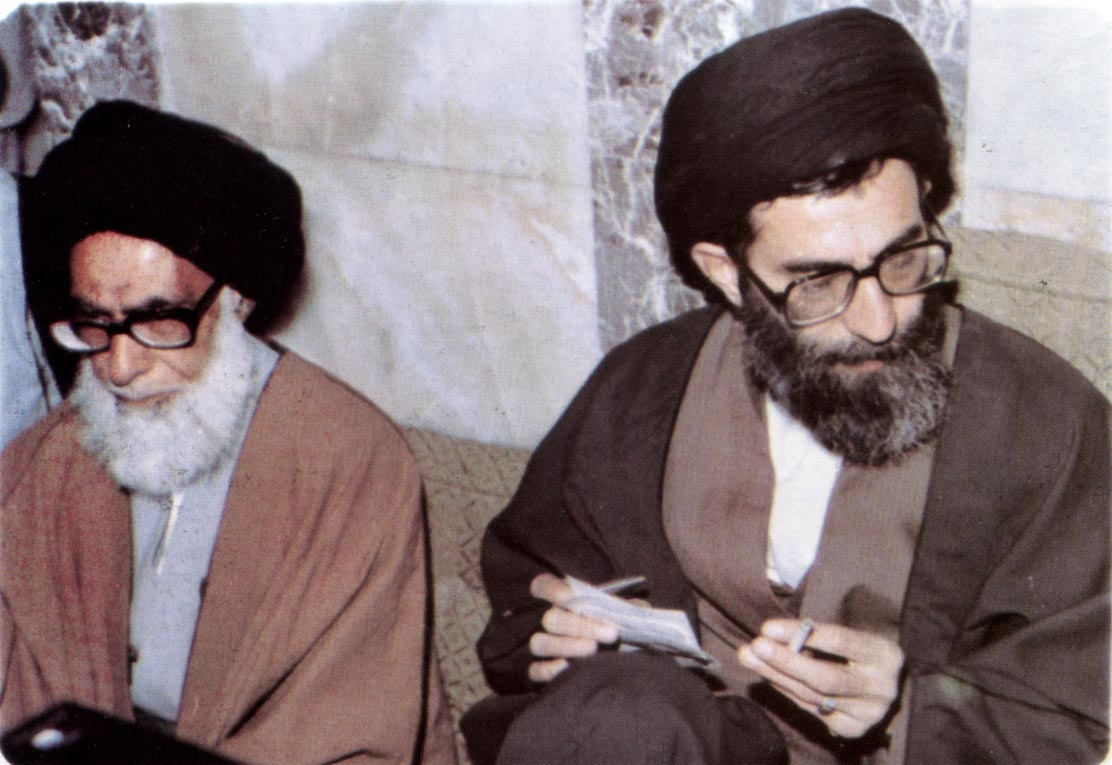
سیدعلی خامنه‌ای با سیگاری در دست در کنار سید عبدالحسین دستغیب، دسامبر ۱۹۸۱‏

پس از انقلاب ۱۳۵۷، سیگار کشیدن به‌عنوان عاملی برای زیان رساندن به سلامتی جامعه قلمداد شد و برای همگانی‌سازی فرهنگ ممانعت از مصرف آن بسیار تبلیغ گردید. اما از آن‌جا که سیگار کشیدن میان روحانیان مرسوم بود، پس از انقلاب نیز افرادی مانند سید محمد حجت کوه‌کمری طالقانی، سید موسی صدر و صادق قطب‌زاده همچنان سیگار مصرف می‌کردند. پس از انقلاب فاطمه طباطبایی، عروس روح‌الله خمینی، در کتاب اقلیم خاطرات، نوشته‌است:
یک شب امام گفتند: در جوانی سیگار می‌کشیدم. تا این‌که یک شب سرد زمستان که پشت کرسی مشغول مطالعه بودم، به مطلب مهمی رسیدم و فکرم به شدت در گیر فهم آن شد. در همین حال برای آوردن سیگار از اتاق بیرون رفتم. پس از بازگشت همین که نگاهم به کتاب افتاد که آن را بر زمین گذاشته و به دنبال سیگار رفته بودم، احساس شرمندگی کردم و با خود عهد کردم که دیگر سیگار نکشم. آن را خاموش کردم و دیگر سیگار نکشیدم.— فاطمه طباطبایی، اقلیم خاطرات

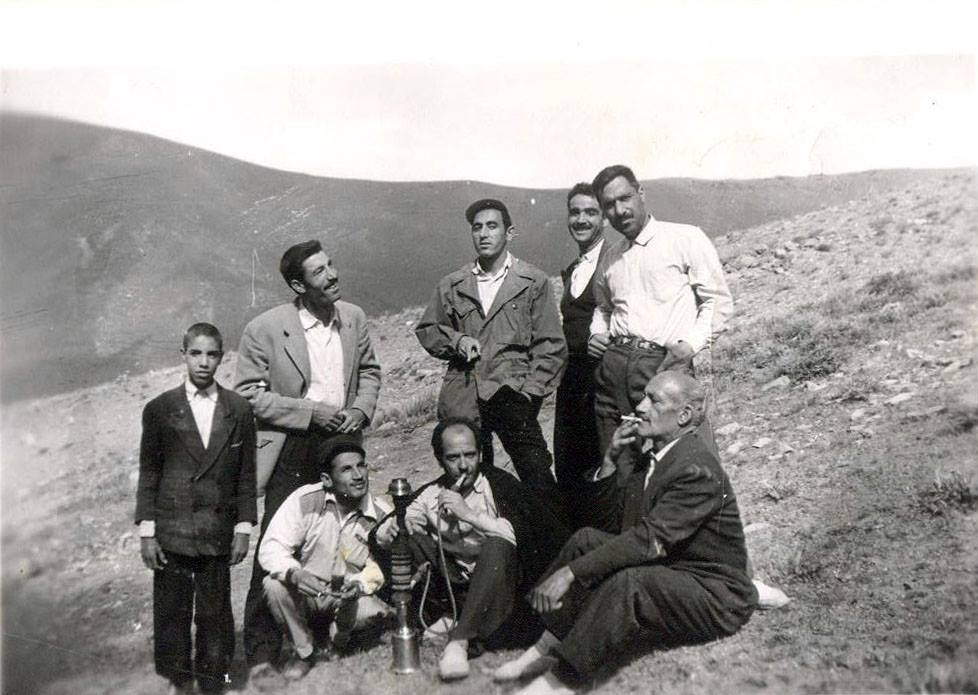
گروهی از مردمان ایران در سال ۱۳۴۹

نصرالله شاه‌آبادی به نقل از مهدی شاه‌آبادی، یکی از روحانیون مخالف حکومت پهلوی بیان می‌کند:
۷–۸ ساله که بودیم فکر می‌کردیم هر کسی سیگار بکشد مرد است. گاهی یواشکی سیگار از وسایل مرحوم پدرم برمی‌داشتیم و می‌رفتیم می‌کشیدیم. روزی عیدی‌هایمان را برداشتیم و دو تایی با هم رفتیم و یکی یک پاکت سیگار ۱۰ تایی که ۱۰ شاهی قیمتش بود، گرفتیم. یک شاهی هم دادیم و دو تا کبریت خریدیم.

نزدیک منزل‌مان خرابه‌ای بود به نام قهوه‌خانه. آن‌جا رفتیم و دوتایی روبه‌روی هم نشستیم و هر کسی با کبریت خودش سیگارها را آتش زد و کشید. ۱۰ سیگار من و ۱۰ سیگار آقا مهدی کشید. تمام که شد، آمدیم بلند شویم سرمان گیج رفت. افتادیم و به حالت اغما فرورفتیم. خانواده از این‌طرف و آن‌طرف گشتند و ما را پیدا کردند. دیدند دور و بر ما ته سیگار ریخته‌است. دهنمان را بو کردند و دیدند بله، سیگار کشیدیم. آبلیمو خوراندند و به هوش آمدیم. وقتی به هوش شدیم نگفتیم سیگار بد است؛ گفتیم ما بد کشیدیم! باید درست کشید! خلاصه هر دومان سیگاری شدیم تا وقتی که هر دو ازدواج کردیم؛ اما خانم اخوی، مخالف با سیگار بود. از خود اخوی شنیدم که با خانمش قرار گذاشتند خانم از مهریه صرف‌نظر کند ایشان هم از سیگار و همین کار را هم کردند و ایشان دیگر سیگار نکشیدند. ولی چون خانم من از این حرف‌ها نزد، من الان سیگاری هستم!— نصرالله شاه‌آبادی

## آمارها
طبق آمار، حدود ۲۰ درصد از مردان و ۴٫۵ درصد از زنان بالغ ایرانی تنباکو مصرف می‌کنند. طبق این آمار، چیزی معادل دوازده میلیون نفر، افراد مبتلا به سیگار، در ایران تخمین زده شده‌است. بنابر گزارش‌ها، سالانه شصت هزار ایرانی به‌علت مصرف سیگار به‌طور مستقیم یا غیرمستقیم از بین می‌روند. (۲۰۰۸) سیگار کشیدن عامل ۲۵ درصد از کل میانگین مرگ و میر در کشور اعلام شده‌است. سالانه حدود ۵۴ تا ۶۰ میلیارد نخ سیگار در ایران مصرف می‌شود.
از پرطرفدارترین سیگارهای موجود در ایران می‌توان به بهمن، کنت و وینستون لایت اشاره کرد، همچنین مارلبرو گلد نیز جزو سیگارهای خارجی محبوب در این کشور است.
بنا بر اظهارات رسمی شرکت دخانیات ایران، سالانه علاوه بر ۲۶٫۷ میلیارد نخ سیگاری که علنی و به‌صورت مجاز وارد کشور می‌شود، ۲٫۷ میلیارد نخ سیگار نیز به‌صورت غیرقانونی و قاچاق وارد ایران می‌گردد. واردات سیگار، تنباکو، کاغذ سیگار و فیلتر سیگار در انحصار دولت است. طبق آمار، ایرانیان سالانه بیش از ۱٫۸ میلیارد دلار برای مصرف سیگار هزینه می‌کنند.
با توجه به قانون در سال ۲۰۱۰ افراد سیگاری اجازهٔ فعالیت در رتبه‌های ارشد مشاغل دولتی را ندارند.

## نگارخانه

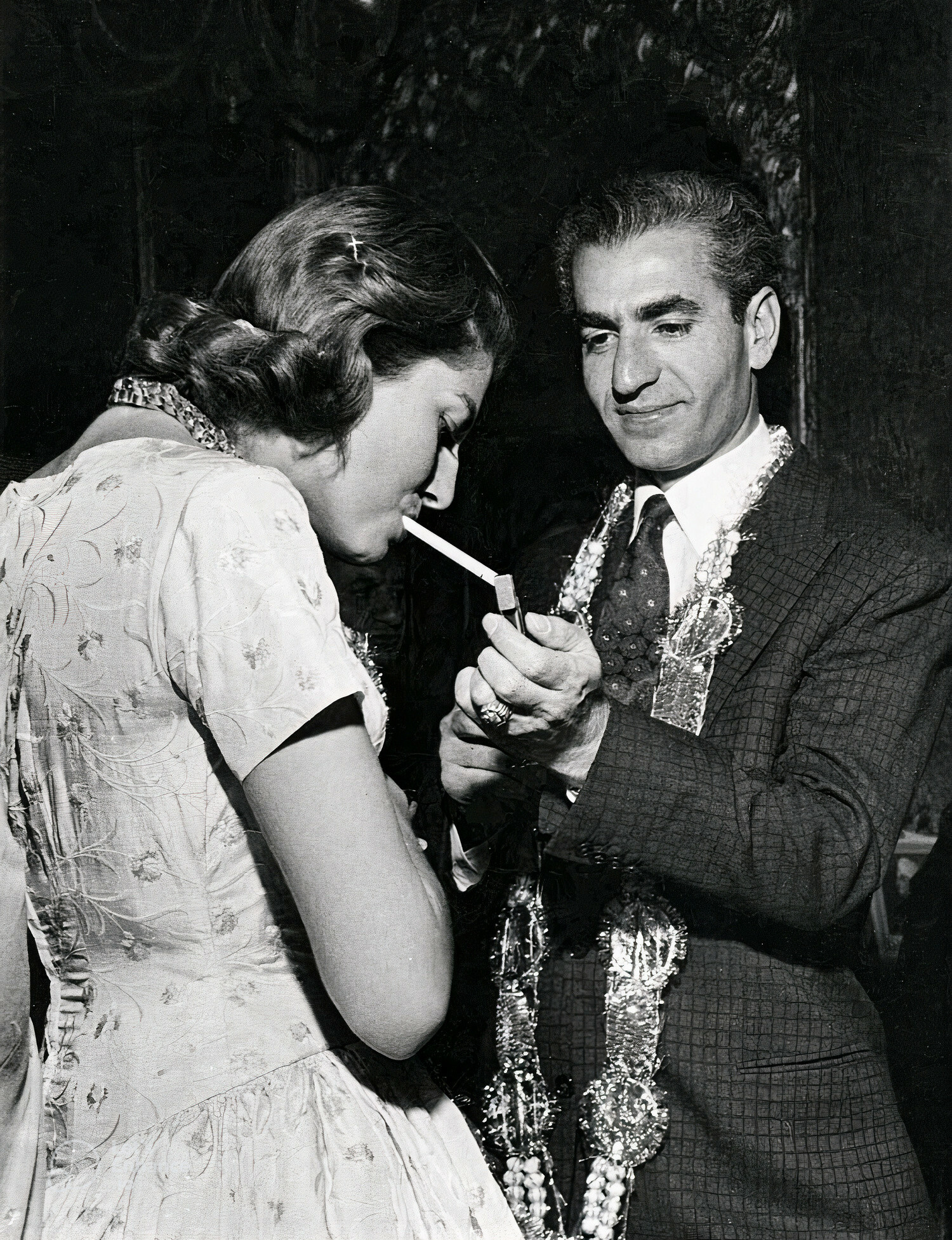
محمدرضا پهلوی در حال روشن کردن سیگار همسر دومش ثریا اسفندیاری
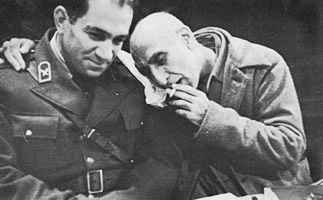
تکیهٔ محمد مصدق روی شانهٔ سرهنگ دوم شاهقلی در حال پک‌زدن به سیگار خود در جریان دادگاه نظامی
سید مهدی هاشمی قبل از انقلاب درحال سیگار کشیدن
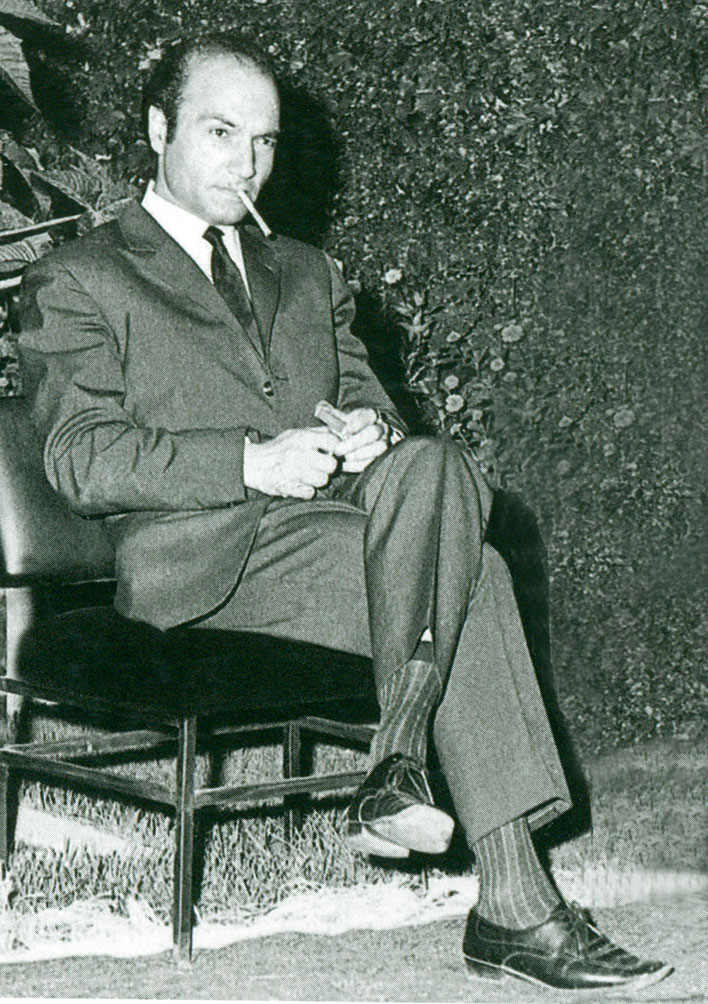
علی شریعتی جامعه‌شناس، فعال سیاسی و مذهبی، درحال استعمال سیگار